# Oblast Aqtöbe
Oblast Aqtöbe (Kazachs: Ақтөбе облысы, Aqtöbe oblısı; Russisch: Актюбинская область, Aktjoebinskaja oblast) is een oblast in Kazachstan. De hoofdstad van deze oblast is Aqtöbe met 440.000 inwoners. De oblast zelf heeft een inwonertal van 823.000 inwoners. Dankzij zijn grote oppervlakte is het de op een na grootste oblast van Kazachstan, na oblast Qarağandı.
De oblast is administratief-territoriaal ingedeeld in 13 eenheden: 12 districten (ауданы) en 1 - met district gelijkgestelde - stad (Қ.Ә.).